# Steven Bognar

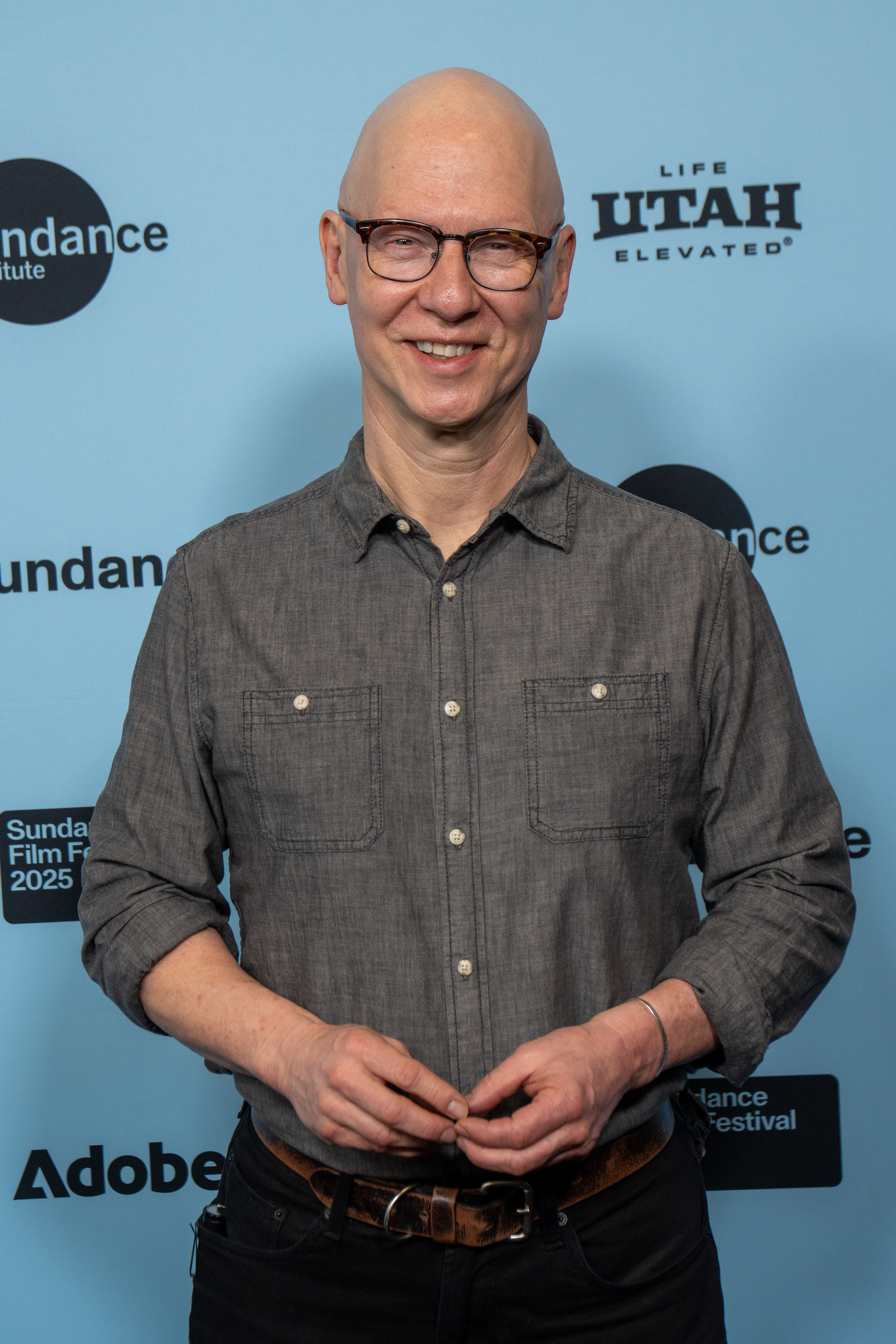
Steven Bognar (2025)

Steven Bognar (* 1963 in Milwaukee, Wisconsin) ist ein US-amerikanisch-ungarischer Filmregisseur.

## Werdegang
Bognars Vater, Bela J. Bognar, stammte aus Ungarn und war nach seiner Emigration 1961 in die USA Professor an der Wright State University. Steven Bognars erster ausgezeichneter Film, „Personal Belongings“ erzählt die Geschichte seines Vaters, sein Leben in jungen Jahren, als er in Westungarn lebte, den Zweiten Weltkrieg  und „eine Kuh namens Sandy“. Der Film feierte am Sundance Film Festival, wie viele weitere Filme danach, Premiere und wurde auf 27 anderen Festivals gezeigt. Er gewann zahlreiche Awards.
Ein großer Erfolg war für Bognar der Film A Lion in the House aus dem Jahr 2006. Hierfür wurde er gemeinsam mit Julia Reichert 2006 beim Sundance Film Festival für den „Dokumentarpreis der Großen Jury“ sowie für den Independent Spirit Award für die beste Dokumentation 2007 nominiert, bei der er sechs junge Menschen und deren Familien über einen Zeitraum von sechs Jahren begleitete. Außerdem gewann er für diesen Film mit Julia Reichert, Sally Jo Fifer und Lois Vossen bei der Primetime-Emmy-Verleihung 2007 einen Emmy für herausragende Verdienste bei nichtfiktionalen Filmen.
Er war gemeinsam mit Julia Reichert bei der Oscarverleihung 2010 mit dem Film The Last Truck: Closing of a GM Plant für den Oscar für den besten Dokumentar-Kurzfilm nominiert.
Bei der Oscarverleihung 2020 gewann er die Trophäe zusammen mit Julia Reichert und Jeff Reichert in der Kategorie „Bester Dokumentarfilm“  für den Film American Factory. Im Januar 2020 gewannen sie gemeinsam den Directors Guild of America Award für Dokumentationen.

## Filmografie
- 1990: Welcome to Censornati
- 1996: Personal Belongings
- 1999: Waiting for Marty
- 2000: Picture Day
- 2006: Gravel
- 2006: A Lion in the House (gemeinsam mit Julia Reichert)
- 2009: The Last Truck: Closing of a GM Plant (gemeinsam mit Julia Reichert)
- 2012: Sparkle (gemeinsam mit Julia Reichert)
- 2015: Making Morning Star (gemeinsam mit Julia Reichert)
- 2019: American Factory (gemeinsam mit Julia Reichert)
- 2020: 9to5: The Story of a Movement (gemeinsam mit Julia Reichert)